# Louis Coerne
Louis Adolphe Coerne (Newark, Nova Jersey, 27 de febrer de 1870 – Boston, Massachusetts, 11 de setembre de 1922) fou un compositor estatunidenc.
Es doctorà en Filosofia en la Universitat Harvard i es dedicà a l'estudi de la música; aprengué harmonia i composició amb el professor J. K. Paine, violí amb Franz Kneisel, orgue i composició amb Rheinberger, en la Reial Acadèmia de Música de Múnic. El 1910, el Col·legi Olivet de Michigan l'atorgà el doctorat en Música.
Durant la seva vida desplegà una extraordinària activitat com a professor i compositor; de 1899 a 1902 va estar a Europa; en un segon viatge que feu el 1905, i que durà dos anys aproximadament, residí a Alemanya i Dinamarca. En el seu país fou director de diverses societats i professor d'importants centres docents. El 1907 fou director a Troy Nova York; el 1909 director del Conservatori de Música del Col·legi Olivet; el 1910 director de l'Escola de Música i professor d'història i ciència de la música en la Universitat de Wisconsin, el 1915 professor de música del Col·legi de Connecticut.
És autor de:
- Evolution of Moder Orchestration;
- Hiawatha, poema simfònic;
- Jubilee March;
- A Woman of Marblehead, òpera;
- Beloved America, himne patriòtic;
- Sakuntala, melodrama;
- Zenobia, òpera.